# Szlarnik pręgowany
Szlarnik pręgowany (Zosterops vellalavella) – gatunek małego ptaka z rodziny szlarników (Zosteropidae). Występuje endemicznie tylko na dwóch wyspach Vella Lavella i Mbava z grupy wysp Nowa Georgia należącej do Wysp Salomona. Jest gatunkiem bliskim zagrożenia.

## Systematyka
Gatunek ten po raz pierwszy zgodnie z zasadami nazewnictwa binominalnego opisał niemiecki przyrodnik Ernst Hartert w 1908 roku na łamach „Bulletin of the British Ornithologists’ Club”. Autor nadał gatunkowi nazwę Zosterops vellalavella, a jako miejsce typowe podał wyspę Vella Lavella.
Nie wyróżnia się podgatunków.
Autorzy Handbook of the Birds of the World uważali, że tworzy on supergatunek ze szlarnikiem szaro-zielonym (Z. griseovirescens), szlarnikiem samotnym (Z. rennellianus), szlarnikem szlachetnym (Z. splendidus), szlarnikiem złotodziobym (Z. luteirostris) i szlarnikiem nadobnym (Z. kulambangrae).
Obecne badania genetyczne pokazują, że gatunek ten należy do jednego kladu z szlarnikami: cytrynowym (Z. chloris), czarnoczelnym (Z. atrifrons),  żółtodziobym (Z. emiliae), górskim (Z. montanus), czarnogłowym (Z. atricapilla), sawannowym (Z. abyssinicus), syberyjskim (Z. erythropleurus), złotawym (Z. nigrorum), japońskim (Z. japonicus), indyjskim (Z. palpebrosus), przylądkowym (Z. virens), malgaskim (Z. maderaspatanus), brunatnym (Z. brunneus), czarnołbistym (Z. melanocephalus), senegalskim (Z. senegalensis), australijskim (Z. luteus), jasnym (Z. citrinella), archipelagowym (Z. metcalfii), atolowym (Z. stresemanni), koralowym (Z. ugiensis), gołookim (Z. superciliosus), żółtoczelnym (Z. flavifrons), szarym (Z. cinereus), złotodziobym (Z. luteirostris), szlachetnym (Z. splendidus), nadobnym (Z. kulambangrae), rajskim (Z. rendovae), rdzawobocznym (Z. lateralis), samotnym (Z. rennellianus), skromnym (Z. inornatus), papuaskim (Z. griseotinctus) i pustelniczym (Z. murphyi).

### Etymologia
- Zosterops (Fosterops): gr. ζωστηρ zōstēr, ζωστηρος zōstēros „pas”; ωψ ōps, ωπος ōpos „oko”[13].
- vellalavella: od nazwy wyspy Vella Lavella, na której gatunek został po raz pierwszy odkryty[14].

## Morfologia
Mały ptak o szpiczastym, lekko zakrzywionym, stosunkowo dużym i długim żółtym dziobie. Nogi i stopy żółte. Tęczówki czerwonobrązowe. Nie występuje dymorfizm płciowy. Wokół oczu charakterystyczne, dosyć szerokie, białe obrączki oczne, które od strony dzioba są przerwane czarniawą plamką. Wokół obrączek ocznych czarne przebarwienia. Górne części ciała żółtawo-oliwkowe. Czoło, okolice dzioba i przednia część góry głowy nieco ciemniejsze. Lotki skrzydeł i sterówki ogona czarnobrązowe z szerokimi żółtawo-oliwkowymi obrzeżami. Dolne partie ciała jaśniejsze. Gardło, podgardle i szyja jasnopomarańczowożółte, górna część piersi oliwkowa. Brzuch i boki szarawobiałe. Pokrywy podogonowe żółtawe. Długość ciała 11,5 cm. Wymiary jakie podał E. Hartert: długość skrzydła 92–94 mm, a dzioba 17–18 mm. Późniejsze średnie wymiary na podstawie rozprawy doktorskiej R.A. Blacka z 2010 roku: długość skrzydła 63,22 mm, długość ogona 39,61 mm, długość dzioba 16,0 mm i długość skoku 17,5 mm.

## Zasięg występowania
Zasięg występowania (EOO, Extent of Occurrence) według szacunków organizacji BirdLife International obejmuje tylko około 930 km². Szlarnik pręgowany występuje tylko na dwóch wyspach Vella Lavella i Mbava z grupy wysp Nowa Georgia należącej do Wysp Salomona. Gatunek ten występuje w zakresie wysokości od poziomu morza do 800 m n.p.m.

## Ekologia
Gatunek ptaka, którego habitatem są różne środowiska – wilgotne lasy pierwotne, lasy wtórnego wzrostu, obrzeża lasów, zarośla i ogrody. Występuje także na plantacjach kokosa. Dieta tego gatunku nie jest opisana. Długość pokolenia jest określana na 2,62 roku.

### Rozmnażanie
Brak szczegółowych informacji na temat rozmnażania tego gatunku. Obserwowano pisklę w listopadzie.

## Status zagrożenia
W Czerwonej księdze gatunków zagrożonych Międzynarodowej Unii Ochrony Przyrody (IUCN) szlarnik pręgowany jest klasyfikowany jako gatunek bliski zagrożenia (NT, ang. Near Threatened). Liczebność populacji nie jest oszacowana, ale prawdopodobnie przekracza 1000 dorosłych osobników; gatunek opisywany jest jako dosyć pospolity. Trend populacji uznawany jest za potencjalnie spadkowy. Spowodowane to jest intensywną wycinką lasów na Vella Lavella.